# Комитет строений и гидравлических работ
Комитет строений и гидравлических работ (Комитет для приведения в лучшее устройство всех строений и гидравлических работ в Санкт-Петербурге) — градостроительный орган Санкт-Петербурга в XIX веке.

## История
Комитет был учреждён в 1816 году 

Взяв, с одной стороны, во внимание правильность, красоту и приличие каждого здания в применении к целому городу, а с другой — выгодное расположение, прочность и безопасность как собственно всякому строению принадлежащему так и соседственную… столицу сию вознести по части строительной до той степени совершенства, которые бы по всем отношениям, соответствуя достоинству её, соединяли бы с тем вместе общую и частную пользу.— Указ о его учреждении
Комитет занимался решением следующих задач:
- Регулирование застройки улиц и площадей,
- Проректирование каналов и мостов,

в рамках своей работы комитет рассматривал проекты всех общественных и частных зданий, возводимых в Санкт-Петербурге.

## Состав комитета
В комитет входили лучшие специалисты своего времени в инженерной области и области архитектуры:
- А. А. Бетанкур (председатель с 1816 года)
- А. А. Модюи
- К. И. Росси;
- В. П. Стасов
- А. А. Михайлов
- П. П. Базен (председатель с января 1824)
- Треттер, Вильгельм